# Diebeshöhle (Königstein)
Die Diebeshöhle, auch Diebshöhle oder Diebskeller genannt, ist ein Schichtfugenhöhle an der Nordseite des Quirls, eines Tafelbergs in der linkselbischen Sächsischen Schweiz. Sie liegt südlich der Stadt Königstein. Sie weist eine Länge 29 Metern, eine Breite von 5 bis 8 Metern sowie eine Höhe von 2 bis 4 Metern auf. Die Innenfläche beträgt etwa 230 m². Sie  zeichnet sich durch zwei Etagen aus. Am Eingang steht ein steinerner Tisch aus dem Jahre 1755.